# Сергиевский уезд (Московская губерния)
Се́ргиевский уе́зд — административно-территориальная единица Московской губернии, существовавшая в 1919—1929 годах. Уездный город — Сергиев.
Уезд образован в 1919 году из части территорий Дмитровского уезда Московской губернии и Александровского уезда Владимирской губернии.
В уезд вошли пять волостей Дмитровского уезда: Булаковская, Путиловская, Сергиевская, Софринская и Хотьковская. 25 января 1921 года из Дмитровского уезда в Сергиевский была передана Озерецкая волость. 9 мая 1921 к уезду были присоединены Ерёминская, Константиновская и часть Ботовской и Рогачёвской волостей Александровского уезда. В 1922 году Ботовская и Булаковская волости были объединены в Шараповскую. 13 марта того же года к уезду была присоединена Хребтовская волость Переславского уезда, а 14 июня — Федорчевская волость того же уезда.
Постановлением президиума ВЦИК от 14 января 1929 года Московская губерния и все её уезды были упразднены, большая часть территории уезда вошла в состав Сергиевского района Московского округа Центрально-Промышленной области (с 3 июня 1929 года — Московская область).
По итогам всесоюзной переписи населения 1926 года население уезда составило 108 783 человек, из них городское — 25 908 человек.